# Kakas István

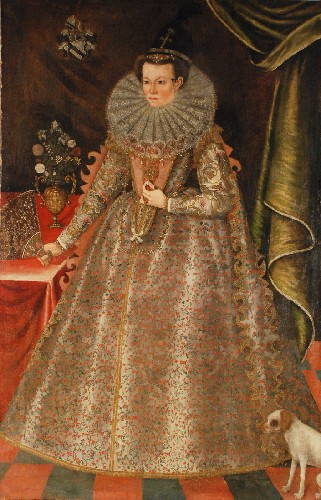
Második felesége, Römer Zsuzsanna

Kakas István (Kolozsvár, 1565. – 1603. október 25.) erdélyi diplomata és keleti utazó.

## Élete
Szülei Kakas András előkelő kolozsvári nemes polgár, János Zsigmond erdélyi fejedelem kamarása és Larlay Anna voltak. 1575-től a bécsi, 1582–1585 között a páduai és bolognai egyetemen tanult. Első felesége Wolphard István özvegye, Barát Zsófia volt, aki 1594-ben hunyt el. Második felesége, Römer Zsuzsanna, Mária Krisztina fejedelemasszonynak az udvarhölgye volt.
Kakas István Báthory Zsigmond fejedelem kedvelt híve és nejének, Mária Krisztina osztrák főhercegnőnek titkáraként az 1590-es években szerepelt Erdély történetében, mint fejedelmi titkár és külföldi követségekben járó ügyes diplomata. Kölcsönöket adott a fejedelemnek és a császári biztosoknak. Amikor a fejedelem vagy fejedelemasszony Kolozsvárott időzött, többnyire az ő piaci házukban szálltak meg.
Báthory Zsigmond uralkodása után az új fejedelem, Báthory András szolgálatába lépett, aki őt titkárjává tette és közbenjáróul kérte fel a Mária Krisztina főhercegnővel óhajtott házassága intézésére. Ezután nemsokára a lengyel királyhoz küldte követségbe Bánffi Györgygyel együtt. Krakkóból való visszatérte után 1599. szeptember 14-én Rudolf császárhoz küldte Prágába, hogy kibékítse a császárt az ő erdélyi fejedelemségével. A császár Kakast csak november 15-én küldte vissza Pilsenből, miután II. Mihály havasalföldi fejedelem Erdélyt elfoglalta. Az 1600. év telén ismét követségben járt a császárnál, hazatérte előtt betért Grazba Mária Krisztina főhercegnőhöz, aki meghagyta neki, hogy feleségét rövid idő alatt Tirolba kisérje. Ugyanezen év nyarán útra is kelt Kolozsvárról Tirol felé s nejét Botzenbe kisérte. Ez alatt birtokaitól (három adómentes házától) Mihály és a kolozsvári tanács jogtalanul megfosztották, ezek visszaszerzését végre kieszközölte Rudolf császárnál. 1601. február 1-jén Giorgio Basta és az erdélyi rendek országgyűlési tanácsa minden javainak visszaadását rendelték el, Kakas azonban eladta kolozsvári birtokait és Botzenben telepedett meg.
Innen hívatta 1602-ben II. Rudolf császár prágai udvarába, hogy egy nagy fontosságú s veszélyes követséget bízzon reá, a I. Abbász perzsa sahhoz, a török ellen kötendő véd- és dacszövetség megkötésére. 1602. augusztus 27-én indult Prágából perzsiai követségébe, Szilézián, Lengyelországon, Litvánián keresztül Oroszország felé. Október 15-én lépte át az orosz határt és november 9-én ért Moszkvába, december 23-án Kazanyba, ahol a telet töltötte. A Volga jegének felolvadása után, 1603. május 11-én indult a Kaszpi-tenger felé. Asztrahánban két hónapig kellett várnia a hajók elkészülésére. Július 22-én szálltak tengerre és augusztus 8-án kötöttek ki Perzsia partján Lenkován városában. Tíz hétig kellett itt időzniük, amíg a persa sahhoz Iszfahánba küldött hírnökük visszaérkezett. Azalatt a tenger vizétől mindnyájan megbetegedtek és Kakast már hordágyon vitték Perzsia belseje felé. De a tengertől csak két mérföldnyire fekvő Lahidzsánban 1603. október 25-én meghalt és szállásuk kertjében egy fa alatt temették el. Végrendeletében mindenét feleségének hagyta. A követséget az ő utasítása szerint titkára Tectander György és kísérete folytatta és végezte el. 1603. december 14-én indultak vissza és sok viszontagság után 1604 őszén értek Prágába.

## Műve
- Iter Persiovm, Kurtze, doch auszführliche vnd warhafftige beschreibung der Persianischen Reisz: Welche auff der Röm: Kay: May: aller gnedig. Befelch, im Jahr Christi 1602. Von dem Edlen und Gestrengen Herren Stephano Kakasch von Zalonkemeny, vornehmen Siebenbürgischen vom Adel, angefangen: Vnd alsz derselbig vnterwegen zu Lantzen in Medier Land todes verschieden: von seinem Reiszbefeherten Georgio Tectandro von der Jabel vollends continuiret vnd verrichtet worden. Beyneben fleissigen verzeichnisz aller gedenckwürdigen sachen, welche jhnen, so wol vnter wegen, in Polen, Littaw, Reussen, Moscaw, Tarterey, Cassaner vnd Astarcaner Land, vnd auff dem Caspischen Meer … Alsz auch in Persien, vnd Armenien … hin vnd wider begegnet vn zugestanden: Wie solches durch obgemelten Herrn Georgen Tectander von der Jabel, zu seiner nach Prag wiederkunfft auffs Pappier gebracht, vnd höchstgedachter jhrer Kays. May. Anno 1605. den. 8. Jan. unterthenigst ist vbergeben worden. Nu mit fleisz vbersehen, vnd in Druck verfertiget, auch mit schönen Kupfferstücken gezieret. 1609. Gedruckt zu Altenburg in Meissen. (Jegyzetei és utasításai szerint titkára adta ki, újabb kiadása ugyanott, 1610., mely teljesen megfelel az előbbeni kiadásnak. Ismertetései: Hormayr, Archiv 1819. 11. sz., Külföld 1879. 156. 1. Moller. Francziául: Scheffer Ch. fordításában, a párizsi nemzeti könyvtárban levő eredeti kéziratból, Párizs 1877. Ism. Földrajzi Közlemények 1879. 161-171. Erődi B.[2] és a Budapesti Szemle XLV. 1886. Magyarul Szamota Istvántól, de csak az európai rész: A régi magyar utazók Európában 1532-1770. Temesvár, 1892. (Szabó Ferenc, Tört. nép- és földrajzi Könyvtárában.)